# 元町 (横浜市)
元町（もとまち）は、神奈川県横浜市中区の町名。町内の大部分を占め、150年以上の歴史がある元町商店街は、横浜を代表する商業地の一つとして特に有名である。現行行政地名は元町1丁目から元町5丁目（字丁目）。住居表示未実施区域。

## 概要
1859年7月1日の横浜開港に際して、開港場となる洲干島（しゅうかんじま。後の関内の海寄り）に居住していた久良岐郡横浜村住民が立ち退くこととなり、その移住先となったのが当地である。洲干島・横浜新田（後の横浜中華街）・太田屋新田（後の関内の派大岡川寄り）などを整地してできた関内が久良岐郡横浜町となったため、横浜村の残余となった当地は、横浜村住民の移住先であることから本村・元村・元村町などと通称されたが、翌1860年2月から久良岐郡横浜元町となった（単に元町とも称した）。明治維新の頃には外国人向けの商店街として栄え、1873年に久良岐郡戸部町・野毛町・羽衣町・吉田町とともに横浜町に編入され、同町の町名となった。
開港後の関内は元町寄りの南（南東）半分が外国人居留地（山下居留地）となり、1867年には元町の南側に山手居留地が追加された。山下居留地が多湿であることを嫌って、多くの外国人が高台の山手居留地へ居を構えるようになり、山下居留地は「仕事場」と化した。これにより、山下・山手の両外国人居留地に挟まれた元町は、外国人が日常的に行き交う所となり、外国人を相手にした商売が盛んに行われるようになる。
明治が始まってしばらく経つ頃には居留者がさらに増え、セント・ジョセフ・インターナショナル・カレッジなどのインターナショナルスクールの開校や、当時は日本には珍しい喫茶店やベーカリー、洋服店、洋風家具店などが軒を連ね、文明開化を支えた。これが今の元町商店街の原型となる。
1970年代には、当時流行していたファッションスタイル「ニュートラ」に対抗する「ハマトラ」（横浜トラディショナルの略）というスタイルが同商店街のキタムラ、ミハマ、フクゾー、スタージュエリーなどにより生み出されるなど、独自の文化を色濃く残すエリアの一つである。

## 地理
東と南は山手町、西は石川町、北は堀川を挟んで山下町に隣接する。町域の東端に横浜高速鉄道みなとみらい線の元町・中華街駅がある。
堀川に並行して町内を3本の道路が通っており、堀川右岸から順に元町河岸通り、元町通り、元町仲通りとなっている。西隣の石川町へ続いており（元町河岸通りは石川町内で歩道になる）、石川町内にあるJR根岸線の石川町駅に至る。いずれの通りも非常に狭く、町内を走る道路の多くは一方通行に指定されている。
堀川には上流から順に西之橋、市場通り橋（歩道橋）、前田橋、代官橋（歩道橋）、谷戸橋が架かっており、対岸の山下町と結ぶ。反対側は、西から順に西之坂、汐汲坂、高田坂、代官坂（箕輪坂）、貝殻坂などの坂道が山手町へ通じている。

### 地価
住宅地の地価は、2025年（令和7年）1月1日の公示地価によれば、元町1丁目68番1外の地点で42万5000円/m²となっている。

## 歴史
- 1860年（万延元年）
  - 1月：関内の整地に伴い、洲干島に居住していた横浜村住民が当地へ移住。
  - 2月：関内が横浜町となったため、横浜村の残余となった当地は横浜村住民の移住先であることから「横浜元町」となる。単に「元町」とも称した。
- 1869年（明治元年）：元町厳島神社社殿建立。この頃よりフランス人アルフレッド・ジェラールが西洋瓦の生産を元町で始める。
- 1873年（明治6年）：横浜町に編入され、同町の町名となる。
- 1878年（明治11年）11月：郡区町村編制法の神奈川県での施行により、横浜区の町名となる。
- 1882年（明治15年）：北村商店（キタムラの前身）が創業。
- 1888年（明治21年）3月：ヨコハマベーカリー（ウチキパンの前身）が元町に移転。
- 1889年（明治22年）4月：市制施行により、横浜市の町名となる。
- 1910年（明治43年）：元町2丁目にて洋菓子店・不二家創業（跡地には現在、Elegant洋装店がある）。
- 1923年（大正12年）
  - 9月：関東大震災発生。ジェラールの工場が倒壊。増徳院[注 1]が倒壊。町内の百段坂が崩落。
  - 11月：小売商近沢レース店が開店。
- 1927年（昭和2年）10月： 区制施行により、横浜市中区の町名となる。
- 1945年（昭和20年）5月： 横浜大空襲にて一帯が焼失。
- 1946年（昭和21年）：スタージュエリーが創業。
- 1961年（昭和36年）：チャーミングセールの名称として最初のセールが開催される。
- 1964年（昭和39年）：近隣に石川町駅開業
- 1969年（昭和44年）：ポンパドウルが創業。
- 1976年（昭和51年）：この頃、ハマトラが発生。ブームとなる。
- 1984年（昭和59年）2月：堀川上空の首都高速神奈川3号狩場線が供用開始。
- 1985年（昭和60年）：フェニックスアーチが完成。
- 2000年（平成12年）11月：元町クラフトマンシップ・ストリートにて第1回フードフェア開催。
- 2004年（平成16年）2月：元町・中華街駅開業。
- 2011年（平成23年）6月：日本で初めてのF1マシンの公道デモ走行が行われる。

## 世帯数と人口
2025年（令和7年）6月30日現在（横浜市発表）の世帯数と人口は以下の通りである。
| 丁目      | 世帯数  | 人口    |
| --------- | ------- | ------- |
| 元町1丁目 | 285世帯 | 475人   |
| 元町2丁目 | 65世帯  | 127人   |
| 元町3丁目 | 129世帯 | 175人   |
| 元町4丁目 | 94世帯  | 173人   |
| 元町5丁目 | 262世帯 | 435人   |
| 計        | 835世帯 | 1,385人 |

### 人口の変遷
国勢調査による人口の推移。
| 年                 | 人口  |
| ------------------ | ----- |
| 1995年（平成7年）  | 1,610 |
| 2000年（平成12年） | 1,520 |
| 2005年（平成17年） | 1,436 |
| 2010年（平成22年） | 1,462 |
| 2015年（平成27年） | 1,329 |
| 2020年（令和2年）  | 1,272 |

### 世帯数の変遷
国勢調査による世帯数の推移。
| 年                 | 世帯数 |
| ------------------ | ------ |
| 1995年（平成7年）  | 655    |
| 2000年（平成12年） | 703    |
| 2005年（平成17年） | 700    |
| 2010年（平成22年） | 754    |
| 2015年（平成27年） | 694    |
| 2020年（令和2年）  | 691    |

## 学区
市立小・中学校に通う場合、学区は以下の通りとなる（2024年11月時点）。
| 丁目      | 番地 | 小学校             | 中学校           |
| --------- | ---- | ------------------ | ---------------- |
| 元町1丁目 | 全域 | 横浜市立元街小学校 | 横浜市立港中学校 |
| 元町2丁目 | 全域 | 横浜市立元街小学校 | 横浜市立港中学校 |
| 元町3丁目 | 全域 | 横浜市立元街小学校 | 横浜市立港中学校 |
| 元町4丁目 | 全域 | 横浜市立元街小学校 | 横浜市立港中学校 |
| 元町5丁目 | 全域 | 横浜市立元街小学校 | 横浜市立港中学校 |

## 事業所
2021年現在の経済センサス調査による事業所数と従業員数は以下の通りである。
| 丁目      | 事業所数  | 従業員数 |
| --------- | --------- | -------- |
| 元町1丁目 | 134事業所 | 897人    |
| 元町2丁目 | 92事業所  | 568人    |
| 元町3丁目 | 102事業所 | 588人    |
| 元町4丁目 | 71事業所  | 607人    |
| 元町5丁目 | 99事業所  | 568人    |
| 計        | 498事業所 | 3,228人  |

### 事業者数の変遷
経済センサスによる事業所数の推移。
| 年                 | 事業者数 |
| ------------------ | -------- |
| 2016年（平成28年） | 513      |
| 2021年（令和3年）  | 498      |

### 従業員数の変遷
経済センサスによる従業員数の推移。
| 年                 | 従業員数 |
| ------------------ | -------- |
| 2016年（平成28年） | 3,251    |
| 2021年（令和3年）  | 3,228    |

## 元町商店街

### 元町ショッピングストリート
元町1丁目から5丁目までの元町通りを中心とする商店街。

#### フェニックスアーチ
元町ショッピングストリートの両端にあるウェルカムゲートで商店街の目印となっている。1985年に建立、アーチの高さは10.5m。「翔べ光の中へ」という意味がある。

#### 元町ライトフェニックス
チャーミングセールなど人出が多い時に、元町ショッピングストリート内で交通整理や案内などを行う女性のこと。それまでは男性警備員が交通整理を行っていたが、元町に訪れる人の多くが女性であるため、女性に交通整理を行わせるアイデアを元町SS会と横浜のイベント企画会社が共同で考え、元町の近くにあるフェリス女学院大学の女子学生をアルバイトとして採用し、1987年2月のチャーミングセールでデビュー。揃いの制服姿で交通整理を行う光景は元町ショッピングストリートの名物にもなっている。名前の由来は、商店街のシンボル「フェニックス」と光を意味する「ライト」を併せたもの。

### 元町クラフトマンシップ・ストリート
元町ショッピングストリートよりも1本山側の元町仲通りを中心とする商店街。元町仲通り、本牧通り、汐汲坂通り、代官坂通り、水屋敷通りの5本の通りで構成されている。1994年7月に元町仲通り会が発足し、2004年12月に「元町クラフトマンシップ・ストリート」という名称になった。

### イベント

#### チャーミングセール
毎年2月末と9月末の2回、約1週間にわたって開催される元町ショッピングストリートを代表するバーゲンセールイベント。期間中は関東近郊のみならず全国からこのイベント目当てに大勢の人が訪れる。以前は「謝恩セール」という名称であったが、1961年に現在の「チャーミングセール」という名前が付けられた。期間中は日本テレビやtvk、fm yokohamaなどでCMが流れる。

#### セントパトリックデー・パレード

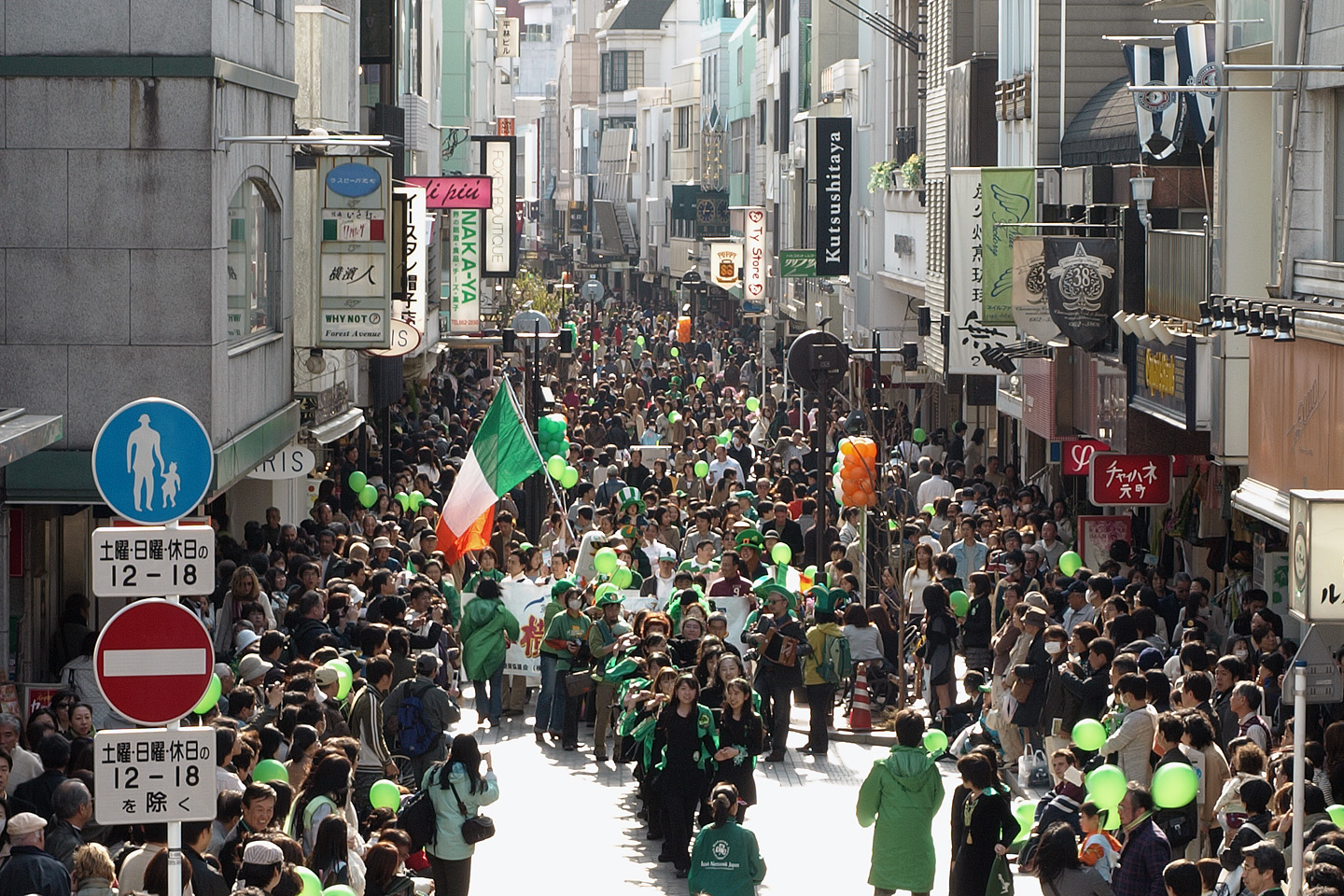
元町のセントパトリックデー・パレード

毎年3月に開催されるアイルランドのお祭り（聖パトリックの祝日）。同国のシンボルカラーである緑の衣装を身に着けたパレード隊が元町ショッピングストリートを練り歩く。

#### 元町 安全・安心パレード
毎年5月5日に開催される。横浜にゆかりのある著名人が加賀町警察署と中消防署の一日署長を務めパレードを行う。

#### モトマチ・ハロウィン
毎年10月31日に開催される。仮装した大勢の子供たちが元町ショッピングストリートに集まる。店舗の従業員も仮装して、子供たちにお菓子をプレゼントする。

#### フードフェア
元町クラフトマンシップ・ストリートで毎年10月頃に開催される食のイベント。第1回は2000年11月。

#### Red Bull Energy for Japan

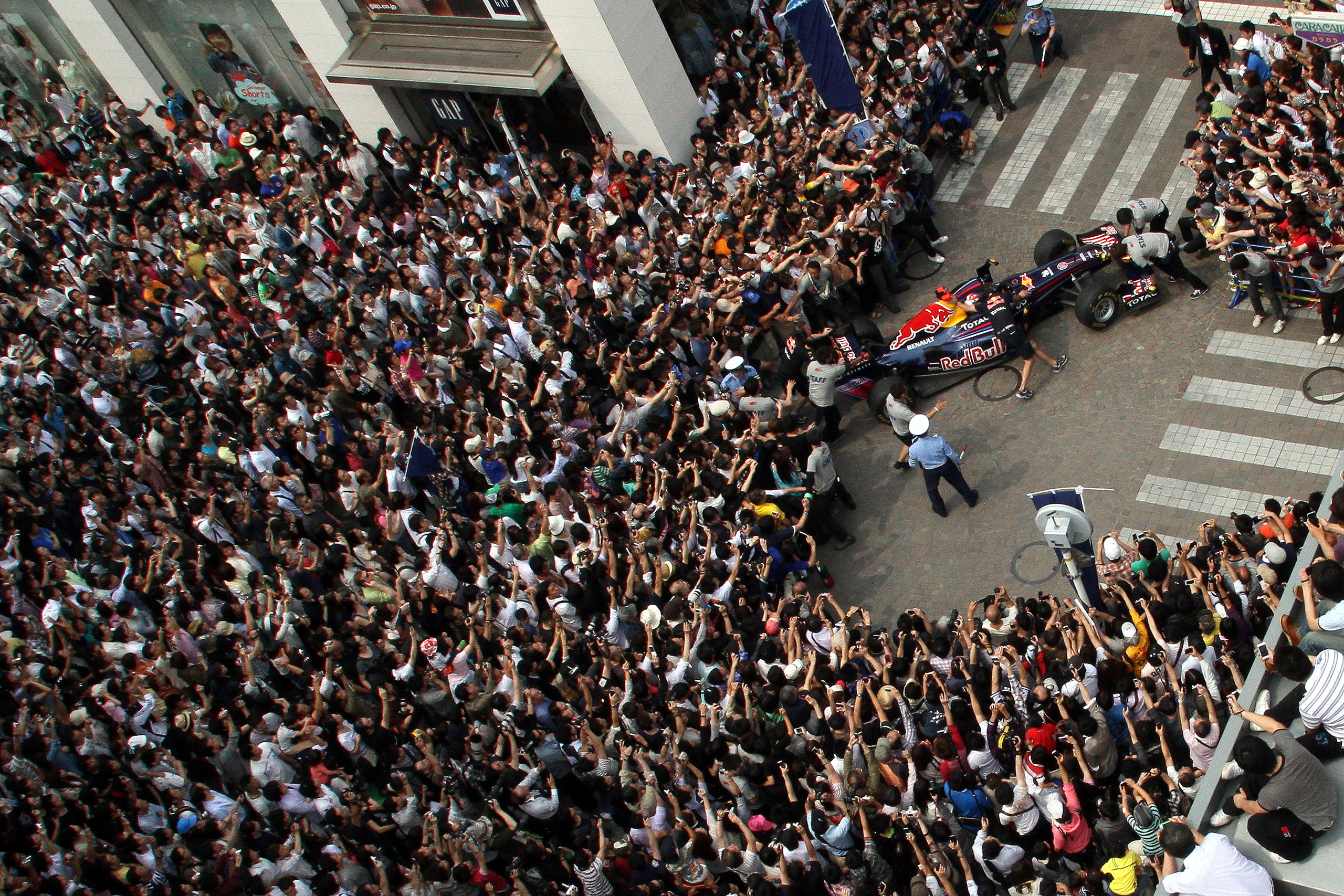
元町に日本各地や世界中から訪れたF1ファン達とF1マシン。日本初の公道F1イベントである「Red Bull Energy for Japan」。
（2011年6月5日）

2011年6月5日、自動車競技のフォーミュラ1の公道デモ走行が元町商店街で行われた。F1マシンが日本の公道を走行するのは日本初の試みであり、RB5にセバスチャン・ブエミがドライバーとして乗車した。公表観客数は1万1000人。

## ギャラリー

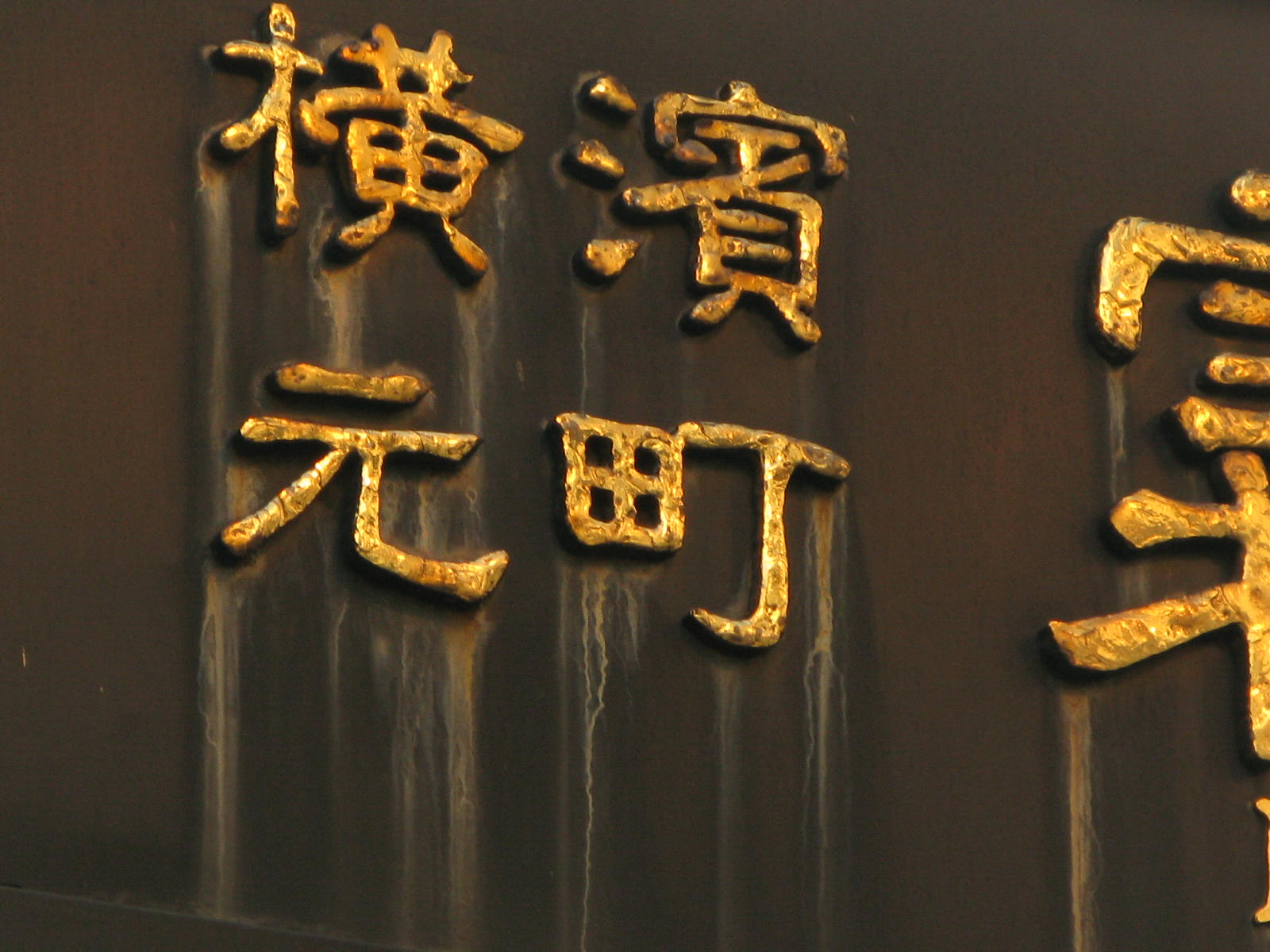
クラフトマンシップ・ストリートにある霧笛楼の看板には旧字で「横濱」と書かれている
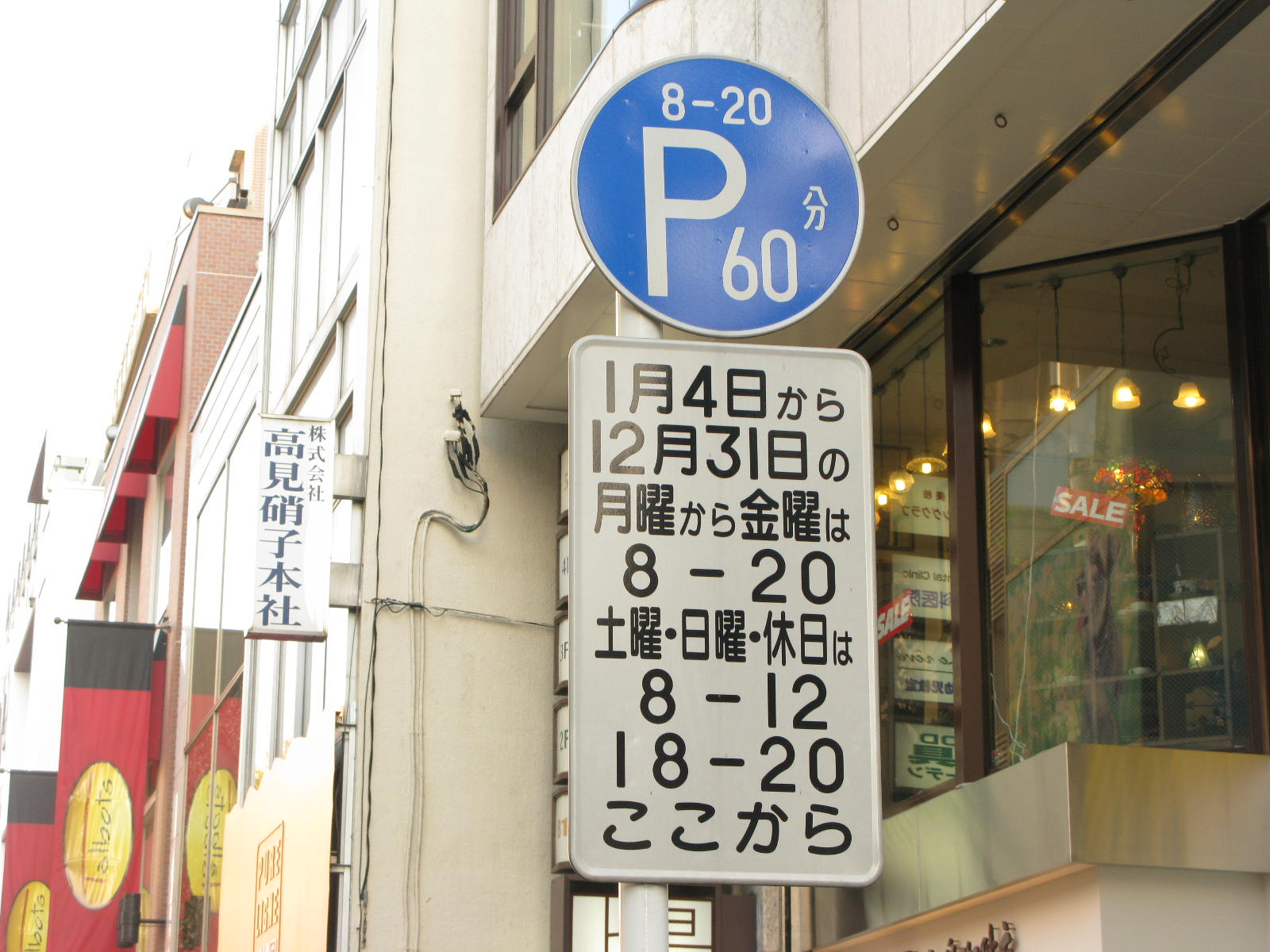
ストリートに車が入れないことはないが、制限が多くパーキングメーターは少ない
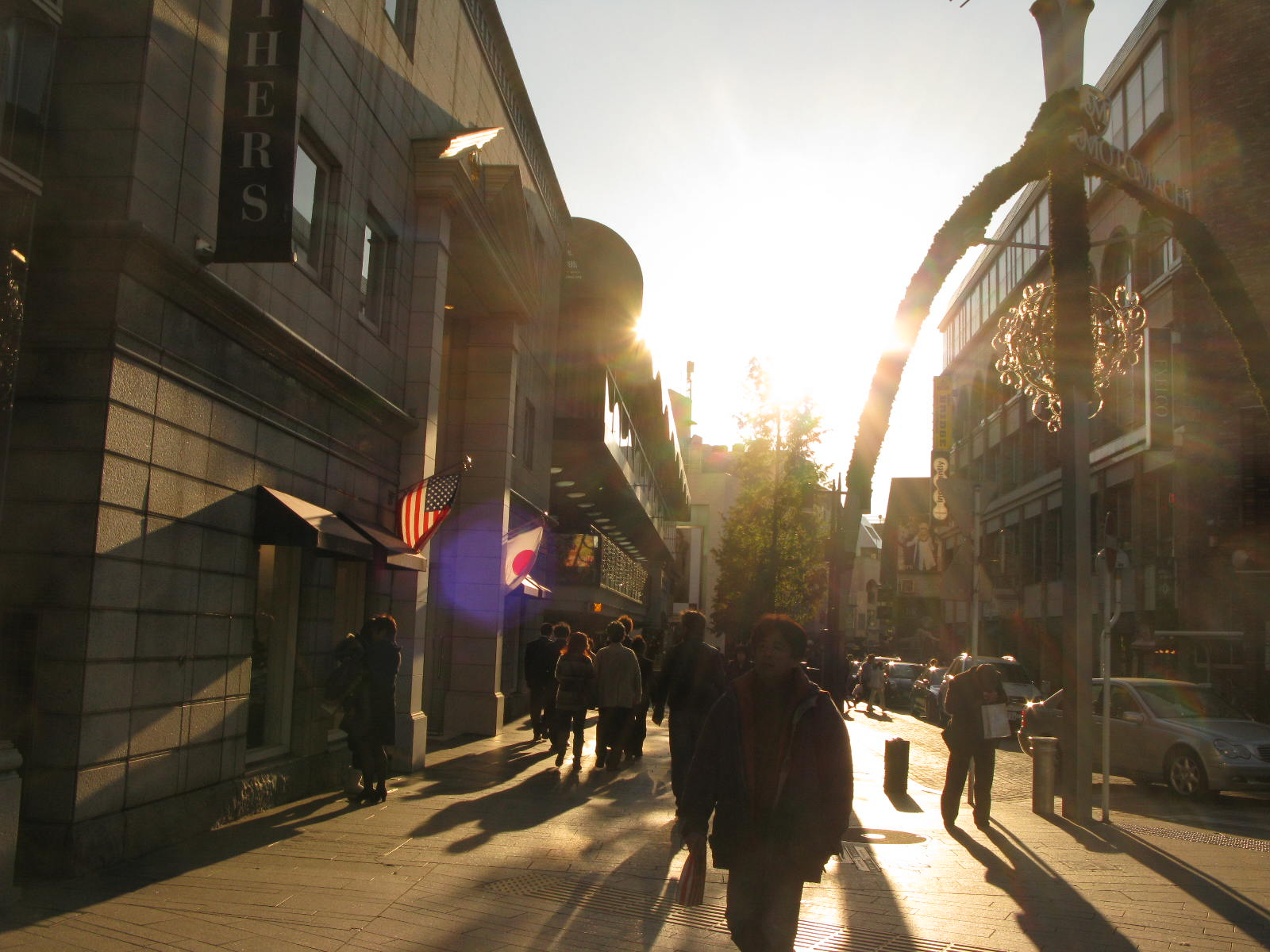
元町・中華街駅の入り口近くは歩道が広く、西日が通りを抜ける
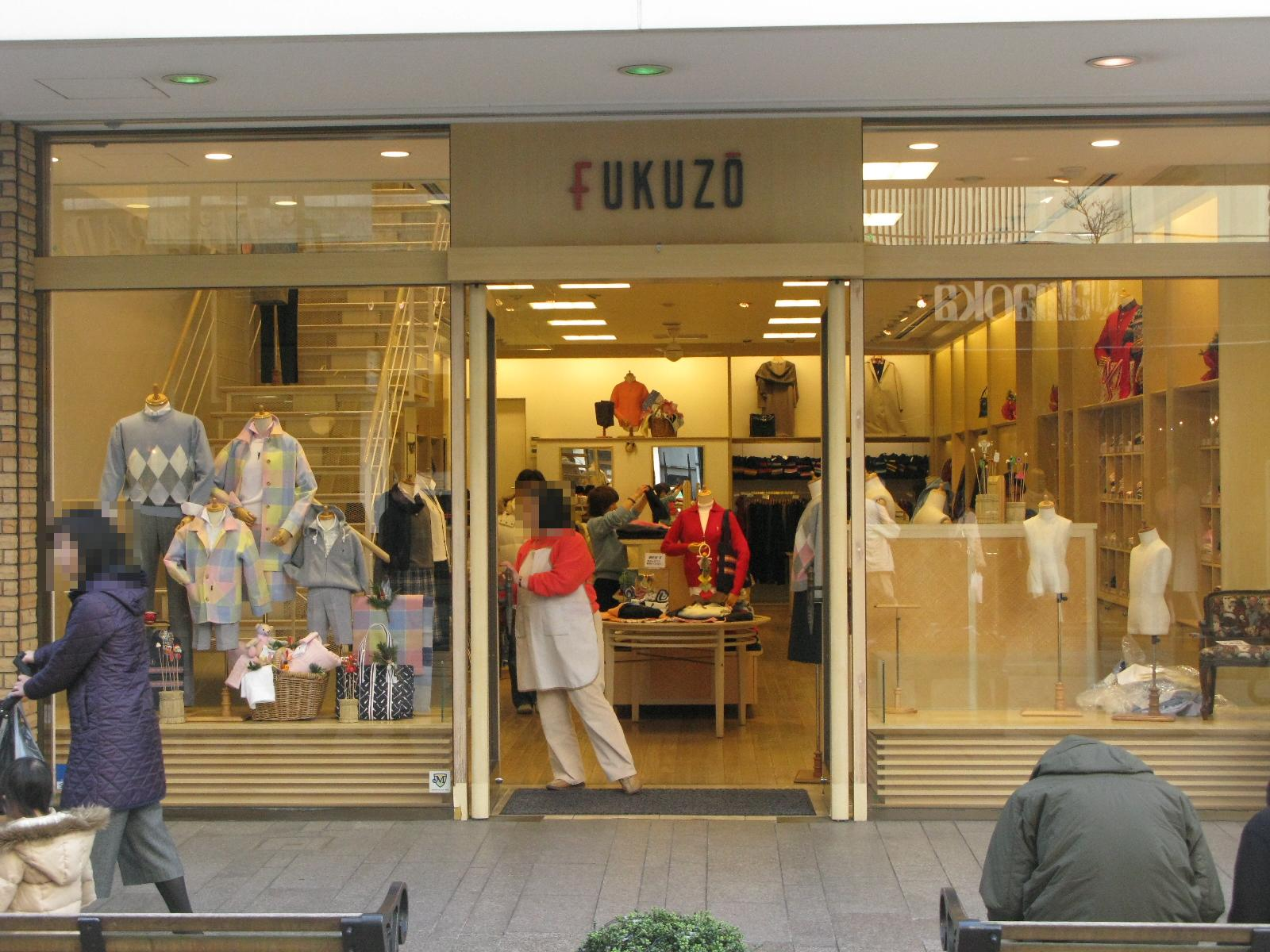
ストリートの老舗、フクゾー元町店
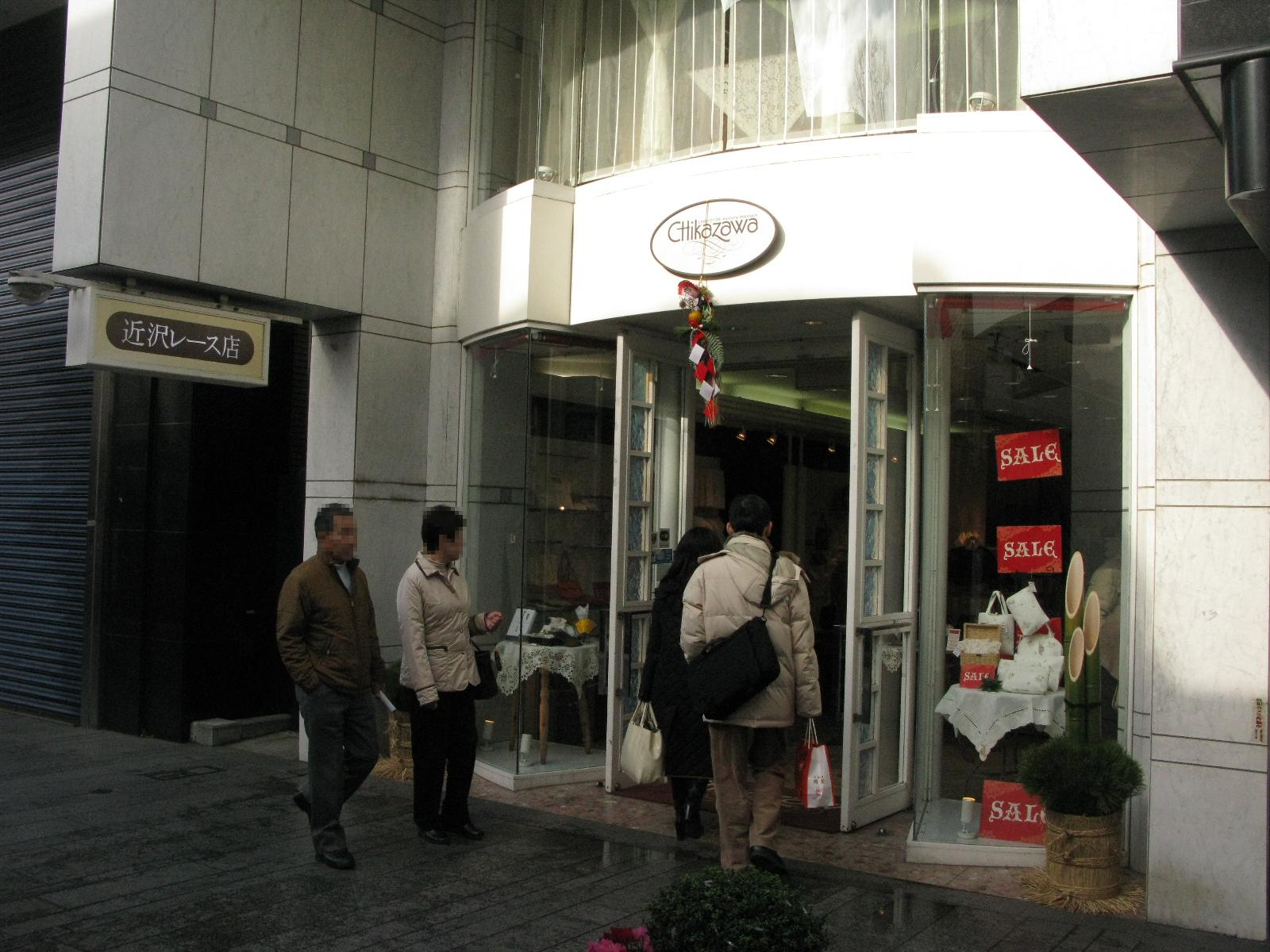
ストリートの老舗、近沢レース店元町本店
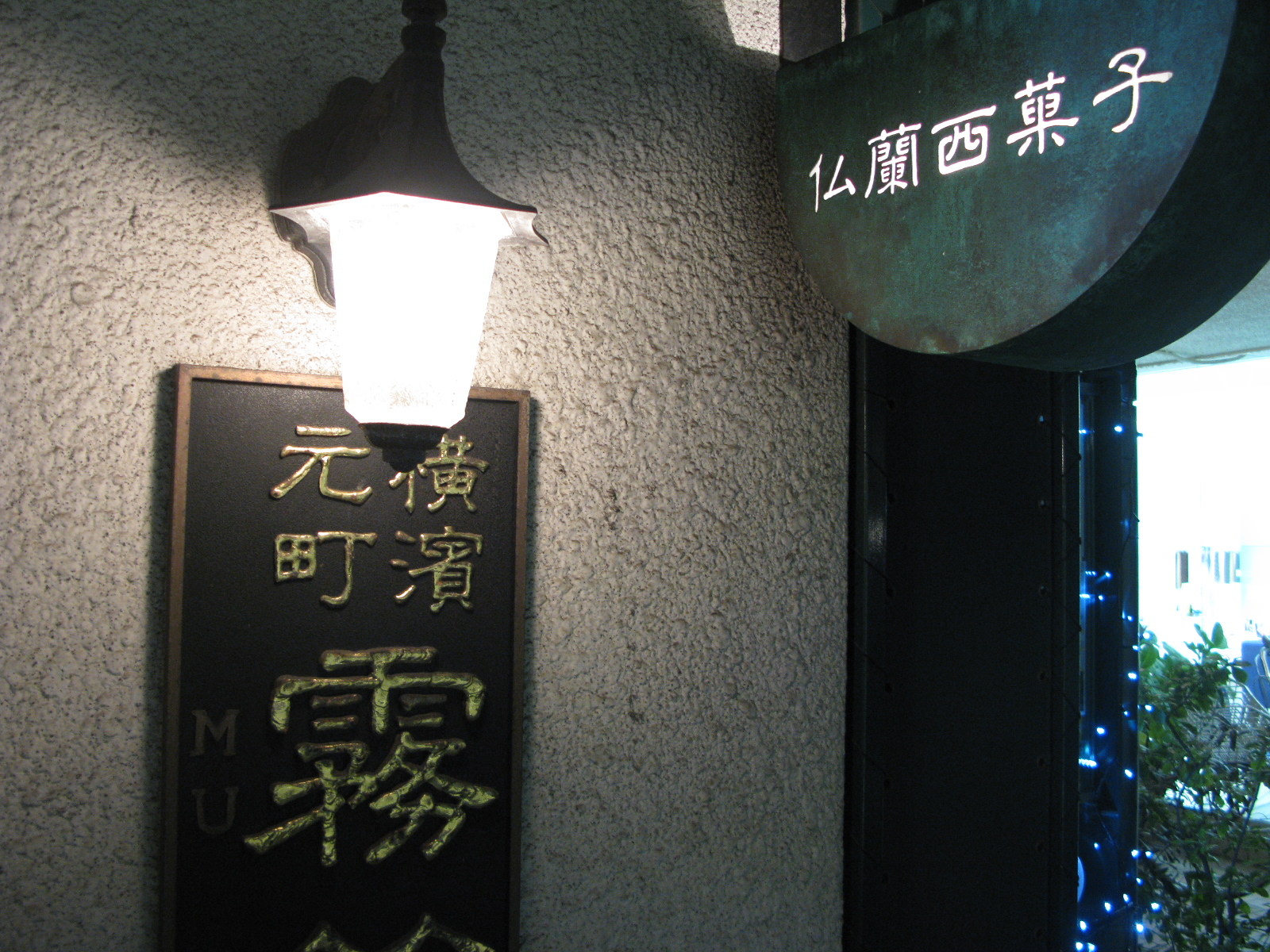
ストリートの老舗、霧笛楼元町店
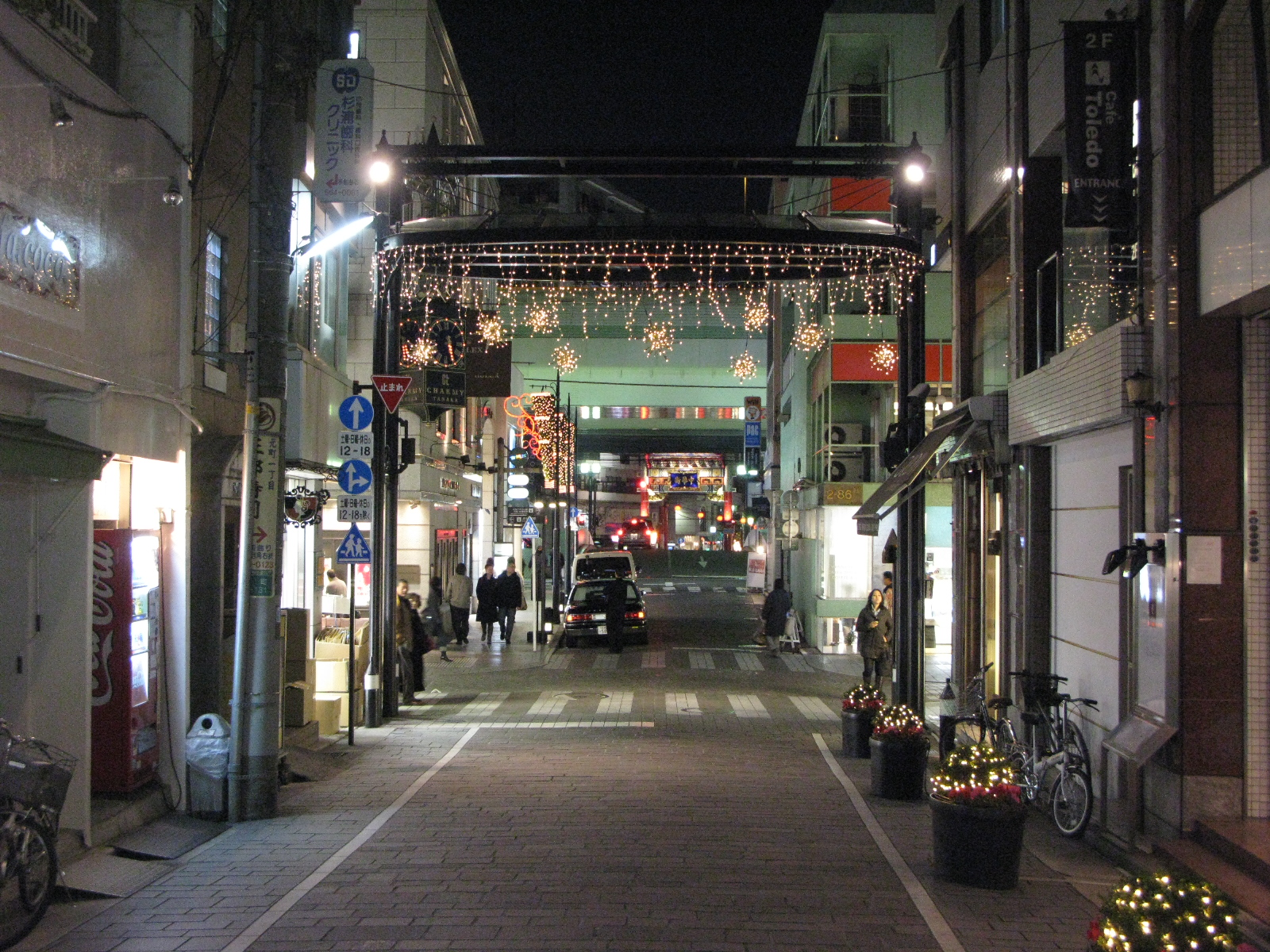
クラフトマンシップ・ストリートから横浜中華街南門を見る
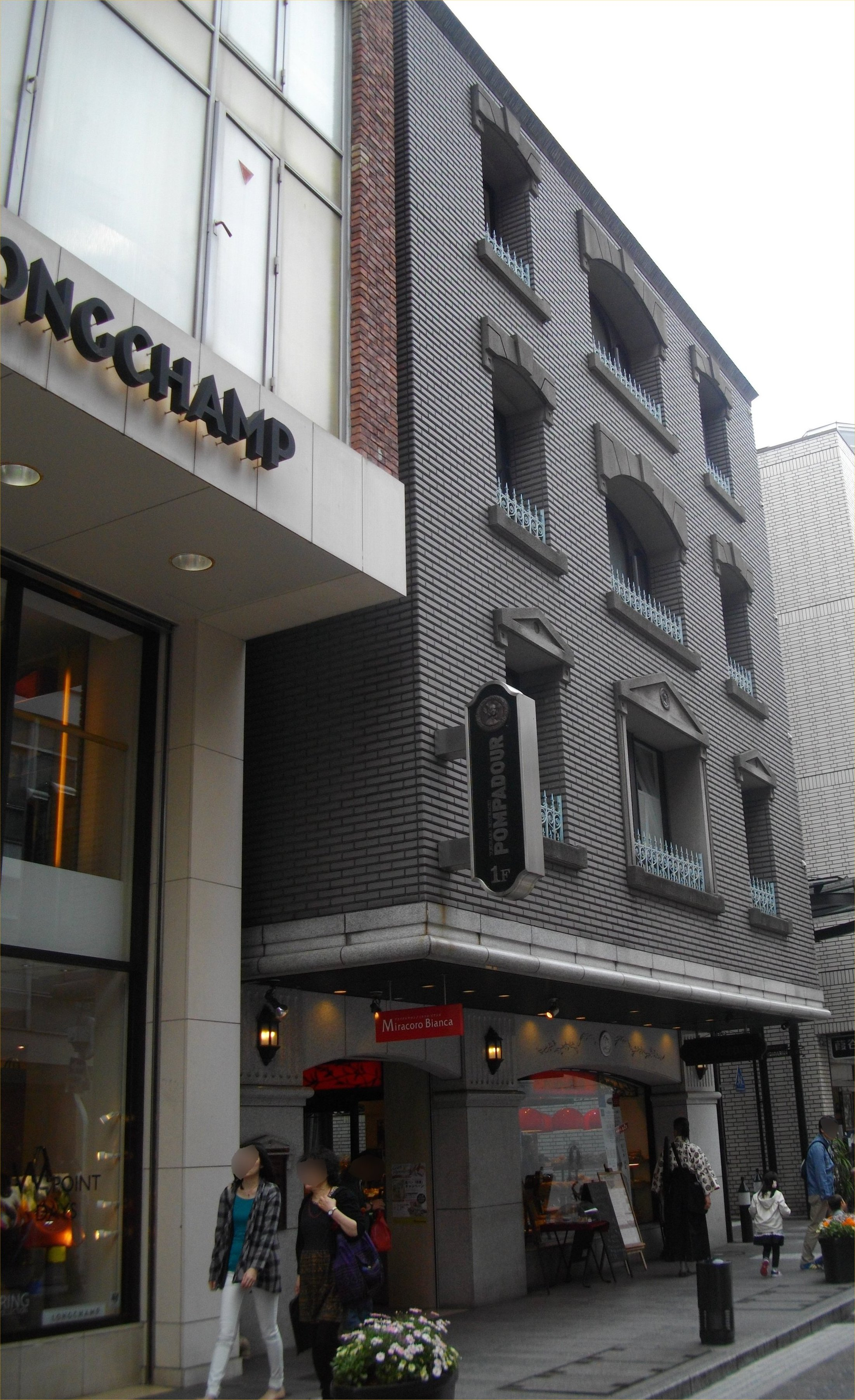
ポンパドウル元町本店。当地発祥のパン屋
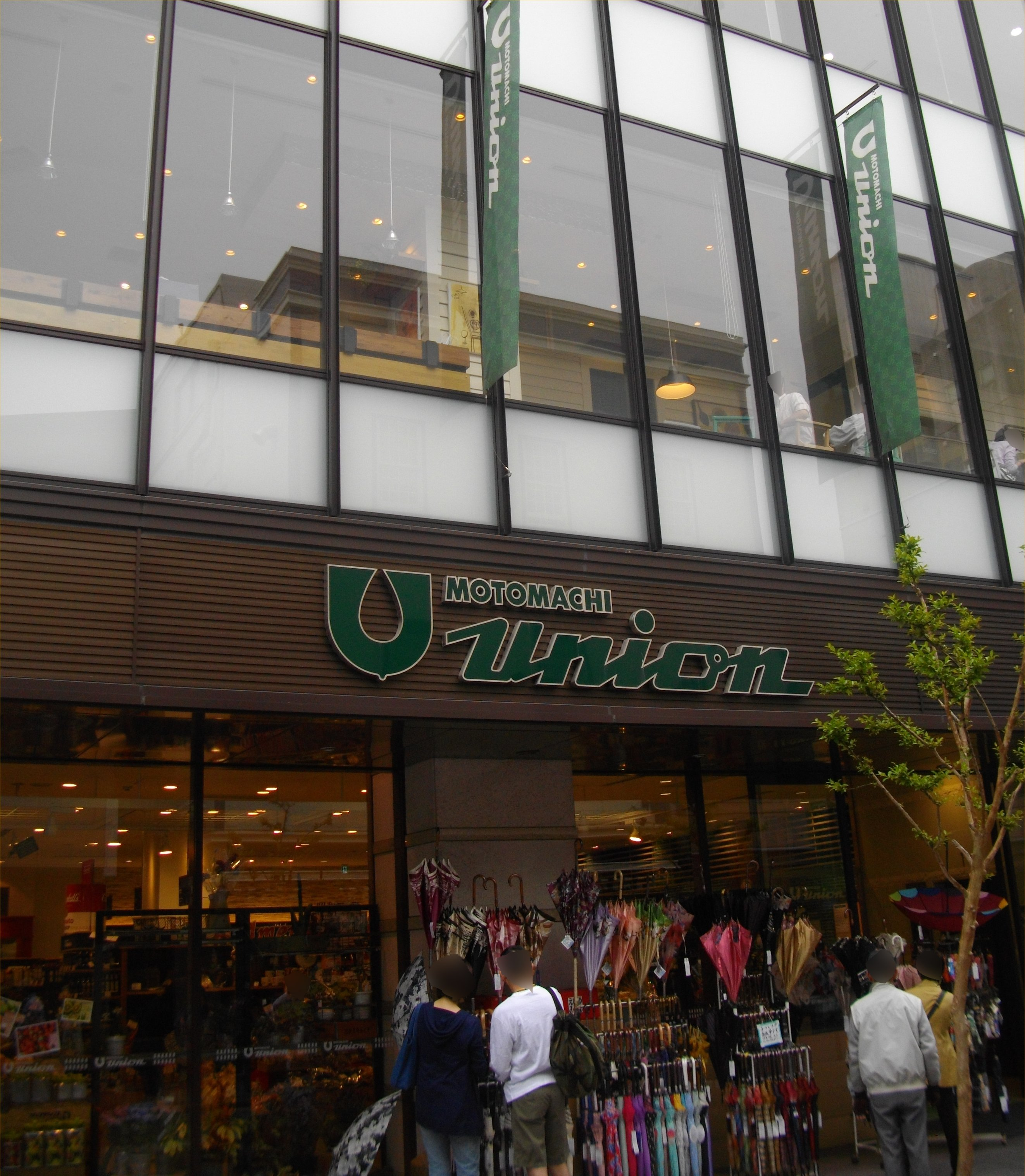
もとまちユニオン本店。当地が発祥のスーパーマーケットで2025年改装時に「元町店」から改名[17]。
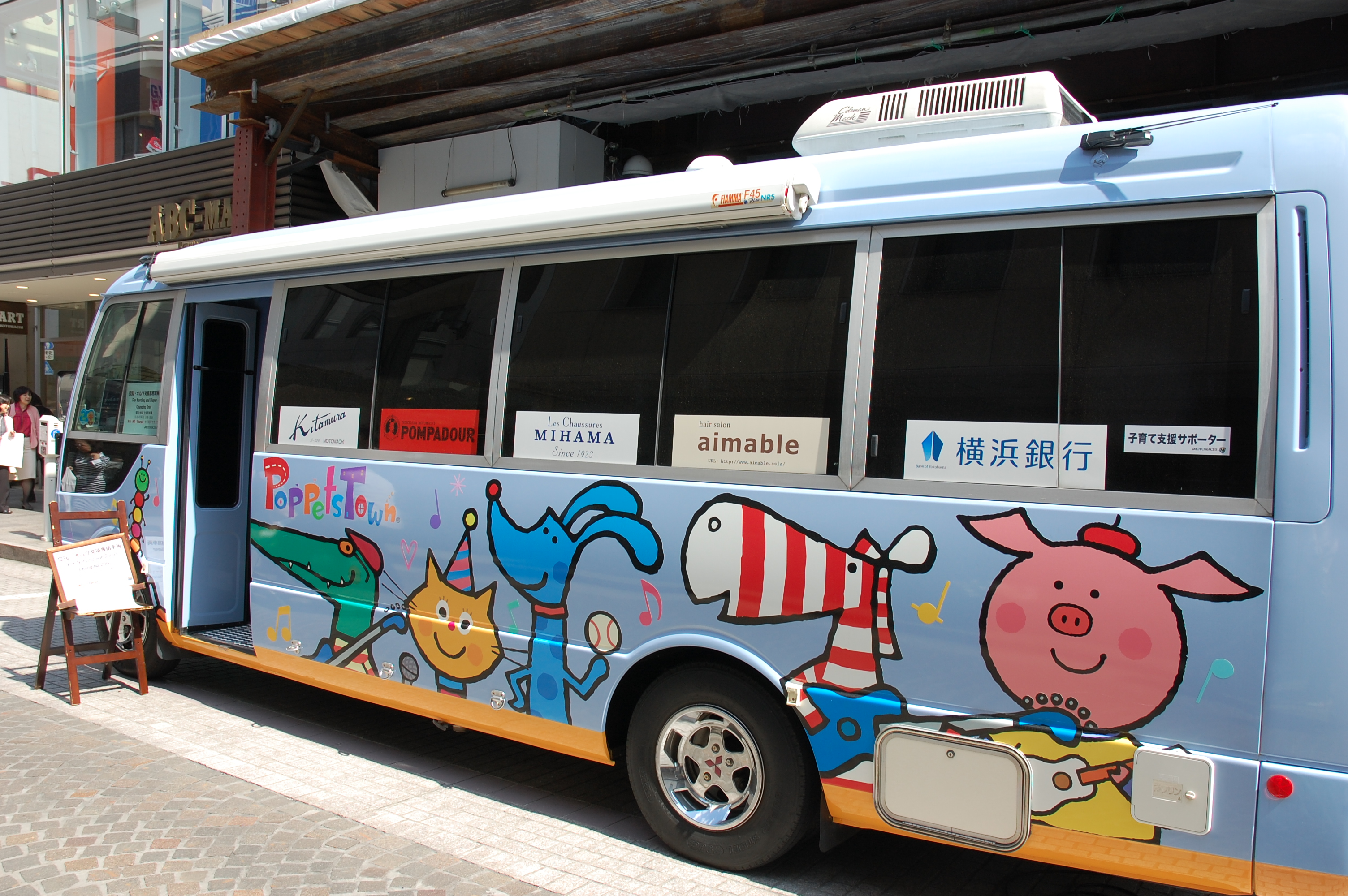
授乳・オムツ換え専用車両「ポペッツタウン号」（元町ショッピングストリート）

## 最寄駅
- みなとみらい線 元町・中華街駅
- JR根岸線 石川町駅

## その他

### 日本郵便
- 郵便番号：231-0861[3]（集配局：横浜港郵便局[19]）

### 警察
町内の警察の管轄区域は以下の通りである。
| 丁目      | 番・番地等 | 警察署       | 交番・駐在所 |
| --------- | ---------- | ------------ | ------------ |
| 元町1丁目 | 全域       | 加賀町警察署 | 元町交番     |
| 元町2丁目 | 全域       | 加賀町警察署 | 元町交番     |
| 元町3丁目 | 全域       | 加賀町警察署 | 元町交番     |
| 元町4丁目 | 全域       | 加賀町警察署 | 元町交番     |
| 元町5丁目 | 全域       | 加賀町警察署 | 元町交番     |